# 常喜寝太郎
常喜寝太郎（つねき ねたろう、1990年10月9日 - ）は、 日本の男性漫画家。滋賀県出身。

## 略歴
- 2013年、京都精華大学在籍4年時に、第68回ちばてつや賞ヤング部門で準優秀新人賞を受賞[4][3]。
- 2019年『着たい服がある』で『週刊Dモーニング（講談社）』でデビュー。
- 2024年より『全部救ってやる』を『マンガワン（小学館）』を連載中。

## 人物
- 京都精華大学ストーリーマンガコースに進学。大学卒業後に上京。
- インタビューでは、”24時間仕事をしていたいタイプ”と公言している。
- 大学時に社交ダンスの大会で優勝した経験があり[5]、デビュー後も連載をしながら、格闘技（MMAやキックボクシング）も行ったりと、スポーツにも精力的。
- 趣味は格闘技、服を買うこととネコ[3]。

## 作品リスト

### 漫画作品
- 不良がネコに助けられてく話（『日刊月チャン』2018年[6] - 2020年） - Twitter発の作品[6]。
- 着たい服がある（『週刊Dモーニング』2018年 - 2019年）
- 踊れ獅子堂賢（『モーニング』2022年[7] - 2023年）
- 全部救ってやる（『マンガワン』2024年[8] - 連載中）

### 書籍
- 『着たい服がある』、講談社〈モーニングKC〉2019年、全5巻
  1. 2019年1月23日発売[9][10]、ISBN 978-4-06-514141-0
  2. 2019年3月22日発売[11]、ISBN 978-4-06-515108-2
  3. 2019年5月23日発売[12]、ISBN 978-4-06-516021-3
  4. 2019年7月23日発売[13]、ISBN 978-4-06-516507-2
  5. 2019年9月20日発売[14]、ISBN 978-4-06-516897-4
- 『不良がネコに助けられてく話』、秋田書店〈少年チャンピオン・コミックスエクストラ〉2020年 - 2021年、全3巻
  1. 2020年3月6日発売[15][16]、ISBN 978-4-253-25176-1
  2. 2020年8月6日発売[17]、ISBN 978-4-253-25177-8
  3. 2021年5月7日発売[18]、ISBN 978-4-253-25178-5
- 『踊れ獅子堂賢』、講談社〈モーニングKC〉2022年 - 2024年、全7巻
  1. 2022年7月22日発売[19][20]、ISBN 978-4-06-528461-2
  2. 2022年10月21日発売[21]、ISBN 978-4-06-529384-3
  3. 2023年1月23日発売[22]、ISBN 978-4-06-530306-1
  4. 2023年5月23日発売[23]、ISBN 978-4-06-531738-9
  5. 2023年9月22日発売[24]、ISBN 978-4-06-533299-3
  6. 2023年12月21日発売[25]、ISBN 978-4-06-533972-5
  7. 2024年2月22日発売[26]、ISBN 978-4-06-534542-9
- 『全部救ってやる』、小学館〈裏少年サンデーコミックス〉2024年 - 刊行中、既刊4巻（2025年5月12日現在）
  1. 2024年9月11日発売[27][28]、ISBN 978-4-09-853598-9
  2. 2024年12月12日発売[29]、ISBN 978-4-09-853760-0
  3. 2025年3月12日発売[30]、ISBN 978-4-09-854035-8
  4. 2025年5月12日発売[31]、ISBN 978-4-09-854101-0

### その他
- 「K-1アマチュア」ポスター（2021年）[3]